# Mother North
Mother North (engl. ‚Mutter Nord‘) ist ein Lied der norwegischen Band Satyricon. Es wurde von Satyr (Sigurd Wongraven) geschrieben und von der Band zusammen mit dem Session-Gitarristen Ted „Kveldulv“ Skjellum von Darkthrone aufgenommen. 1996 wurde es auf dem Album Nemesis Divina und als Video-Single auf VHS veröffentlicht. Zu dem Lied gibt es zwei Musikvideos, ein zensiertes und ein unzensiertes, welche sich lediglich aufgrund der gezeigten Szenen unterscheiden, nicht aber in der Länge.

## Stil

Beim Hauptriff werden die A- und die D-Saite in den Bünden 5, 7, 8, 9 und 10 verwendet.

Diese Variation beginnt mit leerer E-Saite.

Der Gesang ist für das Genre typisches Screaming. Das Schlagzeugspiel wird von einer nahezu durchgängigen Doublebass mit unterschiedlich schnellen Blastbeats dominiert. Der Bass ist sehr leise gemischt, die Basslinie besteht nur aus dem jeweiligen Grundton. Harmonisch basiert das Lied auf dem Grundton E, die Gitarre spielt allerdings dissonante, jeweils um eine Saite versetzte Muster immer wieder, die vor allem den 7., 9. und 10. Bund der Gitarre verwenden. Die meist geshreddete erste Gitarre spielt chromatische Tonleitern. Im Lied werden zwei Gitarren verwendet, von denen eine aber im Prinzip wie das Keyboard nur die Powerchords zu den schon vom Bass gespielten Tönen spielt. Das Keyboard spielt im Hintergrund atmosphärische „Klangteppiche“, die meistens nur die Quinte, seltener aber auch die kleine Terz, die einen Moll-Akkord bewirkt, beinhalten. Der für nordischen Black Metal typische Klang nach Moll ergibt sich nicht aus gespielten Moll-Akkorden, sondern aus der Akkordfolge mit harmonisch neutralen Akkorden (Grundton + Quint), die zusammen mit den Tonleitern diesen Eindruck erweckt.
Während im Hauptriff ein 6/8-Takt vorliegt, ist die Strophe und einige andere Teile im 4/4-Takt gehalten.
Das Lied enthält traditionellen, quintessentiellen und epischen extremen Metal mit Keyboards, der sich an nordischem Black Metal orientiert. Die Komposition ist abwechslungsreicher, komplexer und mit höherem technischen Standard und die Produktion sauberer und klarer als viele andere Aufnahmen aus dem norwegischen Black-Metal-Milieu. Sephiroth von metalstorm.net bezeichnet das Lied als „Hymne“ und das Hauptriff als eines der repräsentativsten des Genres.

## Text
Der Text ist in englischer Sprache verfasst. Der Anfang des Liedes erinnert an Midnight Oils Beds Are Burning:
| “Mother north – how can they sleep while their beds are burning? Mother north – your fields are bleeding” „Mutter Norden – wie können sie schlafen, während ihre Betten brennen? Mutter Norden – Deine Felder bluten“ – Satyricon: Mother North | “How can we dance when our earth is turning How do we sleep while our beds are burning” „Wie können wir tanzen, wenn unsere Erde sich dreht Wie schlafen wir, während unsere Betten brennen“ – Midnight Oil: Beds Are Burning |

Anders als bei Beds Are Burning, zählt der Sprecher bei Mother North sich jedoch selbst nicht zu den Schlafenden.
Das Lied stellt dem Religionswissenschaftler Jason Forster zufolge den Ekel vor dem gefühlten Zustand mentaler, körperlicher und die Umwelt betreffender Unreinheit dar, zu dem Christianisierung, Moderne, Bevölkerungsentwicklung und Einwanderung in Nordeuropa geführt hätten. Einige Mitglieder skandinavischer Bands hatten gegenüber der Presse entsprechende Aussagen getätigt; Satyr selbst hatte „in der Zeitschrift Rock Furore in einem Bericht über Rassismus im Black Metal die Hauptrolle“ gespielt und 1994 im Nordic Vision auf die Bitte, das dortige, eigentlich englischsprachige Interview mit einer Exklusivmeldung an die skandinavischen Leser zu Satyrs Label und Mail-Order Moonfog Productions zu schließen, geäußert:

«Köp norskt ! Og i disse dager er det vel klart at. alt er ikke norskt selv om det har base her til lands. Drep de kristne.»

„Kauft norwegisch! Und in diesen Tagen ist es klar, dass nicht alles norwegisch ist, selbst, wenn es in Norwegen ansässig ist. Tötet die Christen.“

Forster zufolge staunt die Band in ihrem Lied über die Selbstgefälligkeit ihrer Landsmänner, die der Verunreinigung und Schändung der Heimat im Wesentlichen gleichgültig zusähen.

“A Future benighted still they are blind

Pigeonhearted beings of flesh and blood

Keeps closing their eyes for the dangers that threat... ourselves and our nature

And that is why

They all enrage me”

„Eine Zukunft, benachtet, dennoch sind sie blind

Taubenherzige Wesen aus Fleisch und Blut

Verschließen weiter ihre Augen vor den Gefahren die bedrohen … uns selbst und unsere Natur

Und das ist warum

Sie alle mich in Wut versetzen“

Allerdings erreichten die „extrem nationalistische, neofaschistische/neonazistische Andeutungen und Rhetorik“, wie Forster im Zusammenhang mit der von (Offb 6,17 ) („For the great day of his wrath is come; and who shall be able to stand?“) abgeleiteten Textzeile „For the great day of wrath is coming, and who shall be able to stand?“ aus The Dawn of a New Age, einem anderen Lied von Satyricon, schreibt, nicht mehr als „ein oberflächliches Maß an Übereinstimmung mit romantischer Ideologie“. Denn letztlich wiesen sie weniger auf wahre Freiheit hin als auf die „Verdrängung einer Form von Unterdrückung/Tyrannei durch eine andere“. Am Ende des Liedes erklärt der Sprecher sich erneut als mit der Heimat verbunden; er werde da sein, wenn diese sie (ihre Feinde) zur Strecke bringe („Mother north – united we stand (together we walk) / Phantom north – I’ll be there when you hunt them down“).
Trotz des ehrerbietenden Bezuges auf die Heimat als Mutter, gibt es keine Hinweise auf eine pantheistische Dimension der Texte, bei der die Heimat und Natur gleichzeitig Gott wäre. Auch besteht kein Bezug zum den Black Metal definierenden Satanismus; Satyr, der das Lied schrieb, gab an, im Gegensatz zum Schlagzeuger Frost (Kjetil-Vidar Haraldstad) kein Satanist zu sein, er teile aber einige Ansichten der Satanisten und sehe dunkle Kräfte als „etwas anderes als bloß Satan“. Frost bestätigte, dass Satyr nicht an Satan glaube und einen starken Hass auf Religionen hege; es gebe aber andere „Annäherungen an die dunkle Seite als Satanismus“. Er selbst bekennt sich zu einer Form des Satanismus, die „nichts mit rigiden religiösen Dogmen oder dem dummen Befolgen irgendeines Regelsatzes zu tun“ hat, sondern „einen freien Willen und einen freien, aber klaren Verstand als Grundlage [braucht], um deine eigene Wahrheit […] [u]nd deinen eigenen Weg durch das Leben, den eigenen Weg zu Grösse“ zu finden.

## Musikvideo

### Entstehung
Im März 1996 entstand das Musikvideo zu Mother North, bei dem Satyr die Regie führte. Drehorte waren Hekseskogen, Trosskogen und Greåker Fort in der Gemeinde Sarpsborg. Die Videokassette erschien über sein eigenes Label Moonfog Productions. Neben ihm, Frost und Kveldulv erscheint im Musikvideo Monica Bråten, die die Freundin eines der Satyricon-Mitglieder gewesen sein soll. Die Videokassette enthält eine zensierte und eine unzensierte Version des Clips, die beide die gleiche Länge (6 Minuten und 25 Sekunden) haben; die zensierte Version enthält 63 Sekunden alternative Szenen. Auf dem Band sind ein Intro, das mit Carl Orffs O Fortuna unterlegt ist, der zensierte Clip, ein Intermezzo (Sergei Prokofjews Tanz der Ritter aus Romeo und Julia), das den unzensierten Clip einleitet, und die Credits. Das Musikvideo sollte die Musik visuell ausdrücken und die Atmosphäre des Lieds visualisieren.

### Handlung
Das Video beginnt, indem Satyr mit einer großen Doppelkopfaxt in Slow Motion ein Kreuz zerschlägt. Danach sieht man einzeln die Akteure des Videos, was eine Art Vorstellung darstellt. Die Bandmitglieder sind in black-metal-typischer Gewandung mit Corpsepaint, Nieten, und Ketten gekleidet; Frost spuckt darüber hinaus auch Feuer. Monica Bråten rennt mit einem durchsichtigen weißen Kleid durch den Wald, bzw. stellt eine heidnische Schamanin dar. Anschließend beginnt der Gesang, während man Satyr sieht, wie er mit Monica Bråten durch den Wald geht. Darauf folgen einige Szenen, die in einem Gebäude (dem Filmstudio) gedreht wurden, bevor man Bråten alleine (weg)rennen sieht. Danach sieht man Satyr bei Nebel in der Dunkelheit auf seiner Axt lehnend singend, wobei er teilweise in der Halbtotalen bis hin zur Detailaufnahme seines linken Auges gezeigt wird. Der Zwischenteil zeigt die drei Musiker bei einem okkulten Ritual, während sie in einem Feuerkreis knien. Auf diese Szene folgt ein ruhigeres Zwischenspiel, welches mit diversen Szenen unterlegt ist, die den Mond und Kveldulvs Gesicht zeigen, und solchen, die den Vorstellungen der Akteure am Anfang des Videos stark ähneln. Im weiteren Verlauf dieses Teil sieht man Satyricon den Ritualplatz verlassen und schließlich in einem ähnlichen Setting wie zuvor in der Szene mit Satyr bei Nebel singen. Nun folgen die ersten Leichenschändungs- und Aktszenen, die unterbrochen werden, als das Tempo der Musik wieder zunimmt und man die Musiker, sowohl einzeln, als auch zusammen, wieder sieht. Danach beginnen diese Szenen wieder. Das Video endet mit einer finalen Szene, die alle im Video gezeigten Elemente wie die Vorstellung, die Porträtaufnahmen, die Akt- und Leichenschändungsszenen und das Wandern Satyrs mit Bråten reflektiert.

### Unterschiede der beiden Versionen
In der zensierten Version sind Leichenschändungs- und Aktszenen an sieben Stellen mit einem Unschärfe-Filter bearbeitet oder durch andere Aufnahmen ersetzt worden. Bei 3:07 sieht man in den 4 Sekunden abweichenden Sekunden der zensierten Fassung in Nahaufnahme, wie Satyr Bråten „ähnlich einem Vampir“ in die Kehle beißt, während man die Szene in der unzensierten Fassung nicht mehr in Nahaufnahme sieht, sodass mitunter ihre Brüste sichtbar sind. Bei 3:27 vergeht Satyr sich an Bråten und trinkt Blut aus einer Wunde in ihrem Bauch, während er in der zensierten Fassung 8 Sekunden vor blitzendem Licht posiert. Bei 4:31 ist in der zensierten Fassung des Videos für 2 Sekunden nur ein Lichtschein zu sehen; in der unzensierten Version „fallen Satyr blutige Brocken aus dem Mund“. Im vierten Schnitt bei 4:42 mit 4 Sekunden alternativem Bildmaterial tanzt Bråten nackt vor der Kamera, wobei das Bild in der zensierten Fassung stark verschwommen ist; in der unzensierten Version ist das Bild scharf und die Aufnahme aus einem anderen Kamerawinkel vorgenommen worden. Bei 4:49 sieht man Bråten in der unzensierten Fassung tanzen, während Satyr neben ihr erscheint; in der zensierten Fassung mit 11 Sekunden alternativem Bildmaterial sieht man zunächst ihr Gesicht, dann Satyr beim Posieren und schließlich eine verschwommene Aufnahme von Bråten beim Tanzen. Bei 5:01 und 5:22 wurden wieder „Aktszenen durch einen Unschärfe-Filter unkenntlich gemacht“, wobei jeweils 19 beziehungsweise 15 Sekunden beider Fassungen voneinander abweichen.

## Spätere Versionen des Lieds
Die Band gab ihrer nächsten Veröffentlichung den Titel Megiddo – Mother North in the Dawn of a New Age; dieser erinnert an die Titel Mother North und The Dawn of a New Age vom Album Nemesis Divina, auf der EP ist allerdings keine Version von Mother North zu hören. Satyricon veröffentlichte das Lied in seiner ursprünglichen Version 2002 auf der Kompilation Ten Horns – Ten Diadems erneut und schreibt auf ihrer Internetseite: „it’s always a pleasure to perform it live“ (‚Es ist immer ein Genuss, es live aufzuführen‘). Da die Band sich inzwischen einem rock-lastigeren, vom Black Metal entfernteren Stil zugewandt hat, wird das Lied inzwischen klanglich „auf die aktuelle, rockigere Ära ausgerichtet“ und dabei laut Markus Jakob von metalnews.de „leicht vermatscht“. Eine Live-Version mit orchestralen Zusätzen, die auf der Gjallarhorn-Show (Sentrum Scene, Oslo, November 2006) aufgenommen wurde, ist auf der EP My Skin Is Cold von 2008 zu finden; im Gegensatz zu Metallicas S&M wurde der Titel gegenüber dem Original verändert und nicht bloß um ein Orchester erweitert, wobei die Veränderungen laut Frost eine zusätzliche Dimension hinzufügen, die eine Emphase auf die apokalyptischen Aspekte lege. Dies sei ein großes Experiment für die Band.

## Rezeption
Mother North erhielt Satyr zufolge anfangs „keine großartige Reaktion“, sei aber gut angekommen. Inzwischen gilt das Lied aber als Klassiker und Hymne und wurde von zahlreichen Bands gecovert. Teile des Musikvideos sind im Film Spun des ehemaligen Bathory-Schlagzeugers Jonas Åkerlund zu sehen.